# Mistrzostwa Europy w Lekkoatletyce 1982 – bieg na 400 m przez płotki kobiet

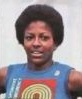
Chantal Réga

Bieg na dystansie 400 metrów przez płotki kobiet był jedną z konkurencji rozgrywanych podczas XIII mistrzostw Europy w Atenach. Biegi eliminacyjne zostały rozegrane 9 września, a bieg finałowy 10 września 1982 roku. Zwyciężczynią tej konkurencji została reprezentantka Szwecji Ann-Louise Skoglund. W rywalizacji wzięło udział szesnaście zawodniczek z jedenastu reprezentacji.

## Rekordy
| Rekord świata     | Karin Roßley (GDR)       | 54,28 | Jena, NRD             | 18.05.1980 |
| Rekord Europy     | Karin Roßley (GDR)       | 54,28 | Jena, NRD             | 18.05.1980 |
| Rekord mistrzostw | Tatjana Zielencowa (SUN) | 54,89 | Praga, Czechosłowacja | 02.09.1978 |

## Wyniki

### Eliminacje
Rozegrano dwa biegi eliminacyjne. Do finału awansowały po cztery najlepsze zawodniczki każdego biegu (Q).
Bieg 1
| Miejsce | Zawodniczka         | Czas  | Uwagi |
| ------- | ------------------- | ----- | ----- |
| 1       | Chantal Réga        | 55,73 | Q     |
| 2       | Birgit Uibel        | 55,86 | Q     |
| 3       | Jelena Filipszyna   | 55,95 | Q     |
| 4       | Genowefa Błaszak    | 56,73 | Q     |
| 5       | Marlies Gutewort    | 57,34 |       |
| 6       | Yvette Wray         | 57,81 |       |
| 7       | Rosa Colorado       | 58,91 |       |
| 8       | Cristieana Cojocaru | 59,00 |       |

Bieg 2
| Miejsce | Zawodniczka           | Czas  | Uwagi |
| ------- | --------------------- | ----- | ----- |
| 1       | Anna Kostecka         | 55,72 | Q     |
| 2       | Petra Pfaff           | 55,81 | Q     |
| 3       | Ann-Louise Skoglund   | 55,96 | Q     |
| 4       | Jekatierina Fiesienko | 56,49 | Q     |
| 5       | Mary Wagner           | 56,74 |       |
| 6       | Giuseppina Cirulli    | 57,35 |       |
| 7       | Montserrat Pujol      | 58,06 |       |
| 8       | Helle Sichlau         | 58,91 |       |

### Finał
| Miejsce | Zawodniczka           | Czas  | Uwagi |
| ------- | --------------------- | ----- | ----- |
| 1       | Ann-Louise Skoglund   | 54,58 | CR    |
| 2       | Petra Pfaff           | 54,90 |       |
| 3       | Chantal Réga          | 54,94 |       |
| 4       | Anna Kostecka         | 55,09 |       |
| 5       | Jelena Filipszyna     | 55,09 |       |
| 6       | Birgit Uibel          | 55,70 |       |
| 7       | Jekatierina Fiesienko | 55,86 |       |
| 8       | Genowefa Błaszak      | 56,89 |       |